# Калиниченко, Николай Александрович
Николай Александрович Калиниченко (укр. Микола Олександрович Калінiченко; 1921—2008) — советский и украинский спортсмен и тренер;  Мастер спорта СССР (1952) и Заслуженный мастер спорта СССР (1955); Почётный мастер спорта СССР (1957), Заслуженный тренер УССР (1966), Почётный ветеран спорта Украины (1977).

## Биография
Родился 20 октября 1921 года в Ростове-на-Дону.
В 1940 году был призван в Красную армию, в 1941 году окончил специальную школу генштаба РККА и получил звание младшего лейтенанта. Принимал участие в Курской битве, за что был удостоен ордена Красной Звезды. Участвовал в боях за освобождение Украины, дошел до Берлина и Праги. Закончил войну в звании гвардии капитана.
В 1953 году Калиниченко окончил юридическую школу Министерства юстиции Украинской ССР во Львове. Занялся спортом — стрельбой из пистолета. В 1954 году в Каракасе (Венесуэла), где проходил Чемпионат мира, в котором впервые принимала участие сборная команда СССР, Николай Калиниченко стал первым абсолютным чемпионом мира среди стрелков из пистолета (в стрельбе по силуэтам), завоевав этот титул с новым мировым рекордом. Был чемпионом Европы в командном зачёте (Бухарест, 1955). Стал семикратным чемпионом СССР и восьмикратным чемпионом УССР.
В 1957 году, во время проведения 8-го международного фестиваля молодежи и студентов в Москве, в спортивной программе фестиваля проводились соревнования по стрельбе из лука. Среди зрителей тех соревнований был Николай Калиниченко. Поражённый увиденным (так как раньше никогда не видел лучников), Калиниченко решил создать и развить в СССР этот вид спорта. К реализации своей идеи он приступил во Львове.
В 1960 году окончил Львовский институт физкультуры. В этом же году стал первым чемпионом Украины по стрельбе из лука. Выступал за ДОСААФ и спортивное общество «Буревестник» (Львов). Был членом сборной команды СССР по стрельбе из пистолета и лука. В 1960—1984 годах работал во Львовском институте физкультуры, с 1976 года — заведующий кафедры стрелкового спорта и современного пятиборья. В 1969 году защитил в Москве диссертацию на тему «Основные условия, повышающие точность прицеливания при стрельбе из винтовки с диоптрическим прицелом». Кандидат педагогических наук (1970), доцент (1973). Одновременно в 1967–1968 годах — старший тренер, а в 1969–1984 годах — руководитель комплексной научной группы сборной команды СССР по стрельбе из лука. В 1984 году вышел на пенсию.
В 1984—2005 годах Н. А. Калиниченко был тренером ДЮСШ «Олимпия» (Львов). В числе его воспитанников — В. Сидорук, М. Хускивадзе, Г. Петренко, К. Безвершук, Б. Струк, Ф. Сабо, Б. Биленко и другие спортсмены и будущие тренеры.
Умер 20 ноября 2008 года во Львове.

## Награды
- Орден «Знак Почёта» (27.04.1957) — за успехи, достигнутые в деле развития массового физкультурного движения в стране, повышения мастерства советских спортсменов, и успешное выступление на международных соревнованиях